# Benz Patent Motorwagen
La Patent Motorwagen (soprannominata anche Velociped) è un'autovettura prodotta dal 1886 al 1894 dalla Casa automobilistica tedesca Benz & Cie. Si tratta della prima autovettura nella storia con motore a scoppio.

## La genesi
La nascita di questa autovettura si deve a due eventi avvenuti in precedenza. Nel 1876 Nikolaus August Otto realizza il famoso motore a quattro tempi (in realtà realizzato da Christian Reithmann dopo il brevetto di Barsanti e Matteucci del 1853) e 7 anni più tardi, nel 1883, l'ingegnere Karl Benz fonda la Benz & Cie. Rheinische Gasmotorenfabrik.
L'ingegnere Karl Benz aveva in mente di realizzare un veicolo per il trasporto di persone in grado di muoversi autonomamente, senza bisogno del traino dei cavalli. All'epoca, già diversi costruttori, soprattutto francesi, avevano realizzato veicoli a motore (basti pensare ai veicoli di Leon Bollée e della De Dion-Bouton, anch'essa nata nel 1883), ma si trattava di veicoli con motore a vapore, relativamente prestanti in rapporto alla loro smisurata massa.

Karl Benz voleva realizzare un mezzo che fosse anche leggero e quindi molto più maneggevole di quanto non fosse una vettura a vapore. Inizialmente, nelle intenzioni di Benz, il mezzo doveva essere a quattro ruote, ma il vulcanico ingegnere non riuscì a trovare un modo per far sterzare l'asse anteriore in maniera soddisfacente, per cui decise di ripiegare sulla soluzione dell'avantreno a una sola ruota. La vettura finale sarebbe stata quindi un triciclo, mosso sfruttando la potenza fornita da un motore a scoppio, sull'onda nascente della realizzazione di Nikolaus Otto.
Di lì a poco tempo Karl Benz brevetta il suo triciclo: il 29 gennaio del 1886 all'Ufficio Brevetti dell'Impero Germanico viene registrata la Patent Motorwagen (brevetto nº 37435); ciò che rese questa vettura meritevole di tale brevetto stava nelle soluzioni tecniche adottate, assolutamente inedite per l'epoca, e che nelle loro linee generali sarebbero state mantenute, con qualche aggiornamento, per oltre un secolo. Si pensi che mai fino a quel momento, su un mezzo di trasporto, vennero impiegati congiuntamente un carburatore, un sistema di raffreddamento ad acqua, un sistema di accensione elettrica, un sistema di sterzatura e persino un telaio di tipo tubolare. Per tali motivi, la Patent Motorwagen venne riconosciuta come la prima, vera automobile nella storia dei trasporti.

## La presentazione al pubblico

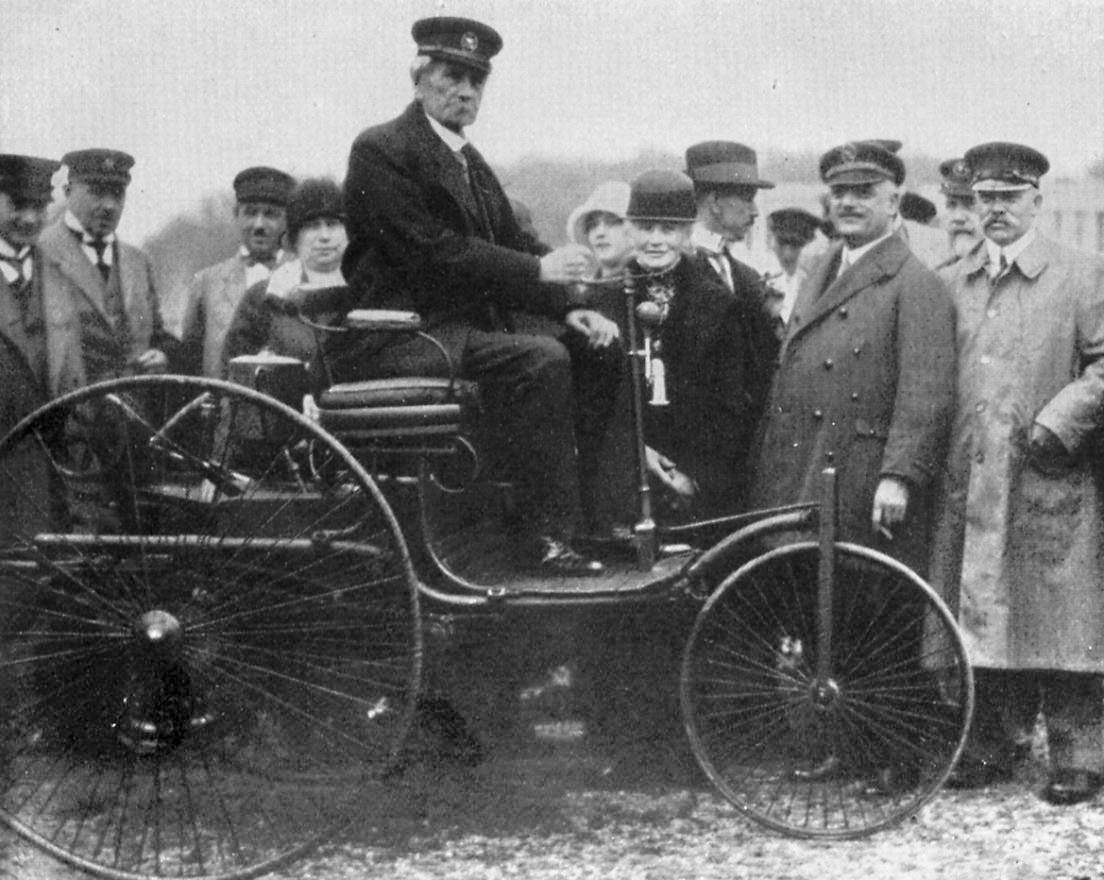
Karl Benz sulla Patent Motorwagen

Oggi giorno, per lanciare un nuovo modello di autovettura, in genere la si presenta al pubblico in occasione di una delle grandi kermesse automobilistiche che si svolgono durante l'anno in alcune grandi città del pianeta. Ma anche la prima autovettura della storia, la Patent Motorwagen di Karl Benz, ebbe l'occasione di essere presentata al pubblico. In realtà non vi fu alcuna manifestazione particolare, ma un semplice giro di qualche decina di metri lungo la Ringstraße di Mannheim (la sede dell'azienda di Karl Benz) effettuato il 3 luglio 1886, tra gli sguardi dei passanti, le cui espressioni variavano tra lo stupore ed il disgusto.
Poiché inizialmente la vettura non era prevista con un vero e proprio serbatoio, fu necessario che Eugen Benz, il primogenito, seguisse a piedi la vettura, rabboccandone il carburatore ogni volta che questo esauriva la sua scorta di carburante. Anche la stampa dell'epoca non si fece scappare la notizia del giorno: assai lodevoli furono le parole del giornale, il quale, ignorandone il vero nome, battezzò la vettura Velociped. Oggigiorno, quando si parla di Benz Velociped ci si riferisce proprio alla Patent Motorwagen e non va fatta confusione con la Benz Velo, che è il modello che avrebbe sostituito proprio la Patent Motorwagen.  

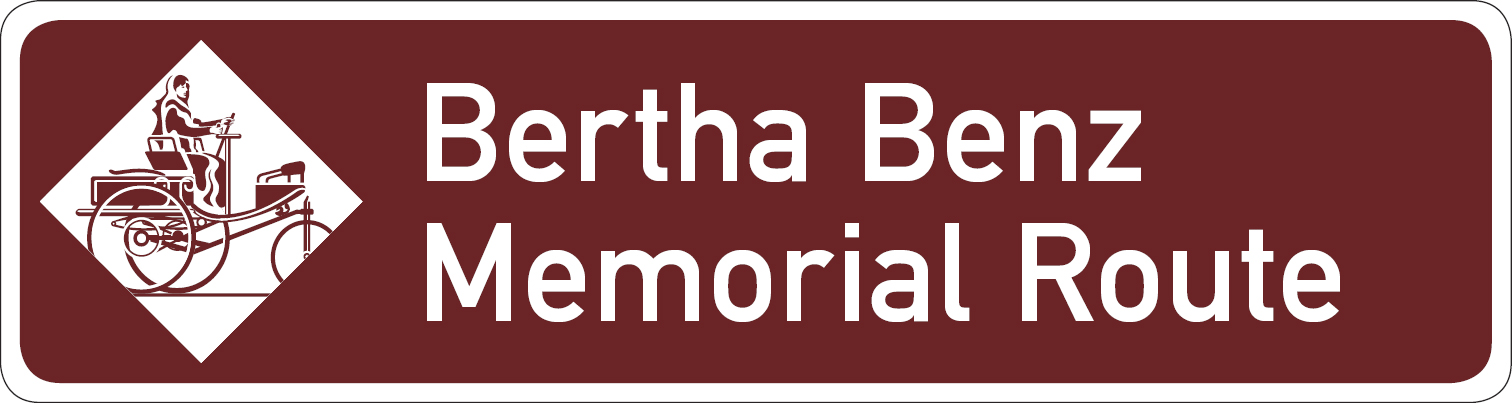
Segnale della Bertha Benz Memorial Route

Nonostante tutto, però, la vettura era qualcosa di inusitato agli occhi del pubblico ed il successo stentò ad arrivare. A poco valse il tentativo di presentarla ad una mostra, per cui Benz cadde in depressione. Fu la moglie di Benz, Bertha, ad ideare uno stratagemma tale da far impennare la celebrità della vettura e la sua reputazione per quanto riguarda l'affidabilità. Il 5 agosto 1888, Bertha Benz "rubò" l'autovettura al marito ed assieme ai due figli percorse i circa 90 km che la separavano dall'abitazione dei suoi genitori, per poi fare ritorno a Mannheim. La notizia si diffuse ben presto nell'intero Paese: così facendo, Bertha Benz contribuì a consolidare la reputazione non solo della Patent Motorwagen, ma del concetto stesso di automobile.
Oggi la strada percorsa da Bertha Benz è conosciuta come la Bertha Benz Memorial Route ed è ufficialmente, dal 25 febbraio 2008, una strada turistica. 

## La primaVelociped

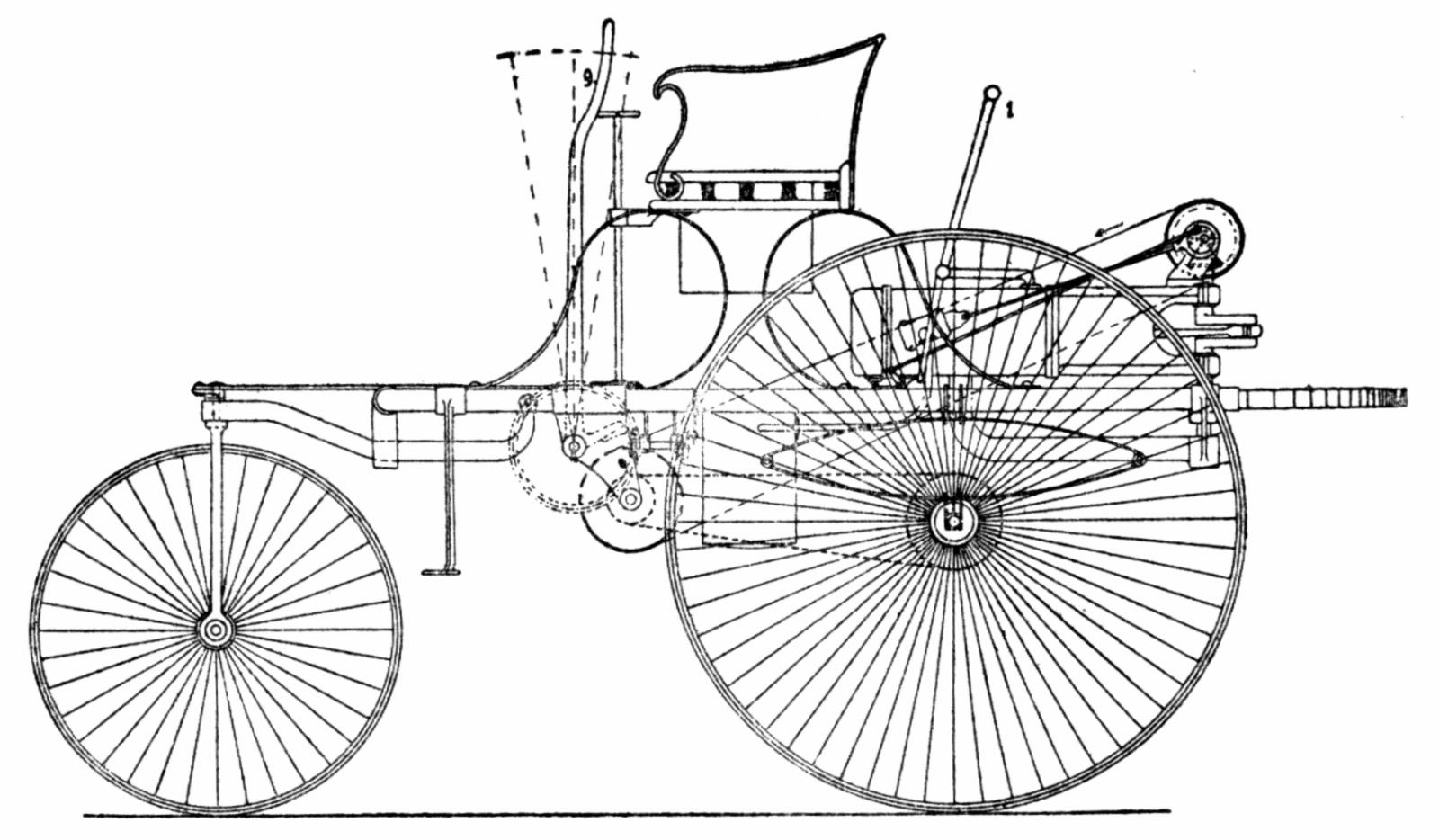
Raffigurazione della meccanica

Il primissimo esemplare della Patent Motorwagen montava un motore a quattro tempi sistemato posteriormente. Tale motore constava di un cilindro orizzontale, della cilindrata di 577 cm³ (alesaggio mm 70, corsa mm 150), erogante una potenza di ¾ di CV a 400 giri/min. Il motore era raffreddato tramite la vaporizzazione dell'acqua contenuta in un apposito serbatoio sistemato sul motore stesso. L'accensione era elettrica ed era composta da una pila al bicromato di potassio (da cambiare ogni 10 km) e da un ruttore con bobina e candela.
L'alimentazione era affidata a un carburatore dotato di una vaschetta contenente il carburante. All'epoca il concetto di automobile era del tutto nuovo, per cui non esistevano stazioni di servizio: il carburante utilizzato era la ligroina, una sorta di benzina leggera, facilmente vaporizzabile che all'epoca del debutto era reperibile unicamente solo presso alcune farmacie.

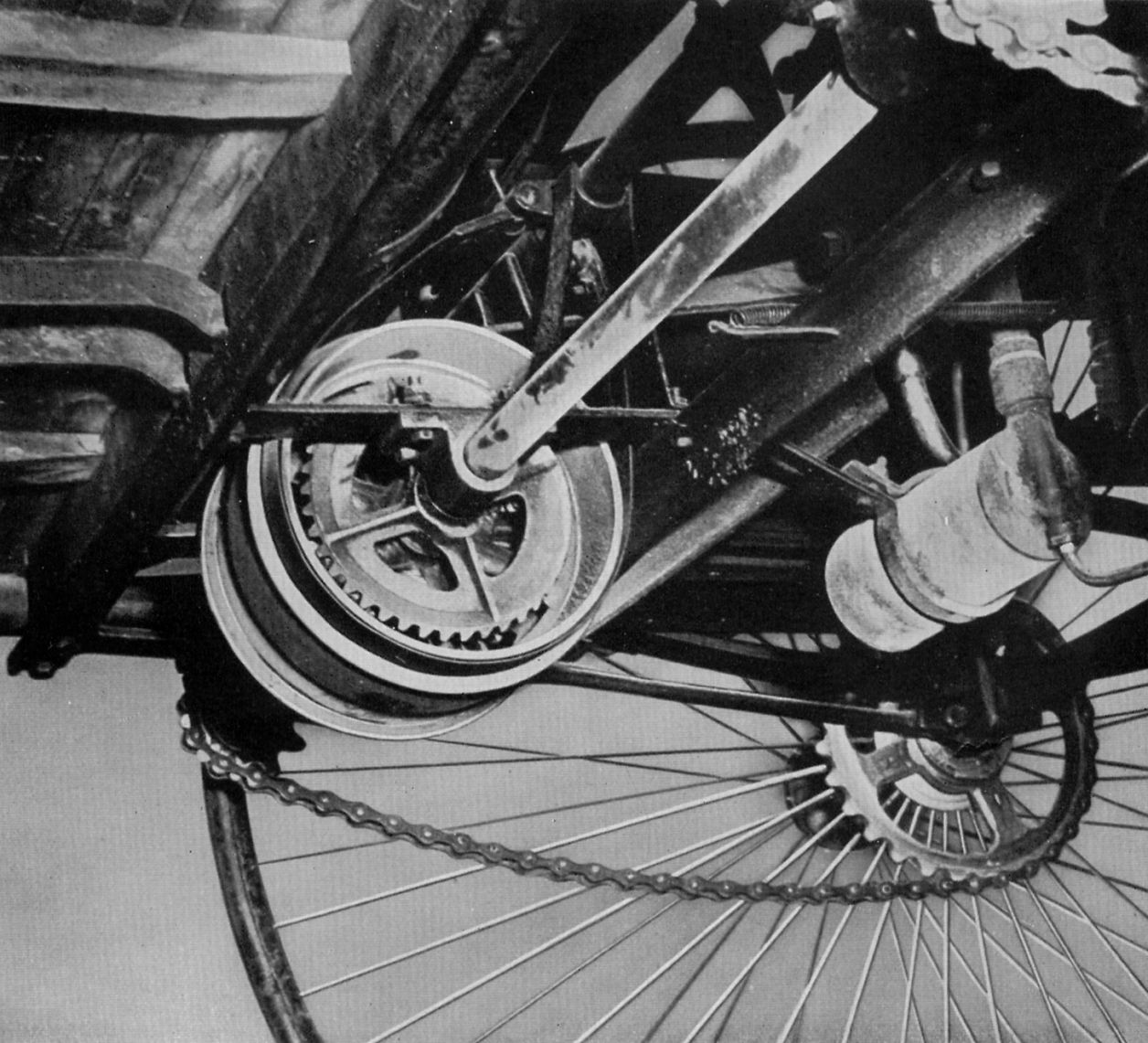
Trasmissione a cinghia e catene

Sul telaio in tubi di acciaio erano montate sospensioni a balestre longitudinali con ruote a raggi metallici (di tipo ciclistico). Il sistema frenante era a ceppi in cuoio, mentre la trasmissione era a cinghia (tra il motore e l'albero di rinvio) e catene (dall'albero di rinvio alle ruote). Lo sterzo era a barra. Una particolarità stava nel volano, che era in posizione orizzontale anziché verticale. Ciò era dovuto al timore riposto da Karl Benz nei confronti di un volano verticale. Egli temeva che tale soluzione potesse compromettere la stabilità della vettura. Gli esemplari successivi, però, montarono il volano verticale.

## Successivi sviluppi
Dopo il primo esemplare, Karl Benz realizzò altri esemplari su richiesta dei clienti. Tali esemplari erano via via sempre più perfezionati. Il secondo esemplare, realizzato nel 1887, era una versione ulteriormente migliorata e potenziata e dotata, tra l'altro, di un meccanismo (scatola planetaria) avente la funzione di cambio di velocità a due rapporti. Il monocilindrico aveva una cilindrata di 954 cm³ ed erogava una potenza massima di 0.9 CV, consentendo alla vettura di raggiungere una velocità massima di 16 km/h.

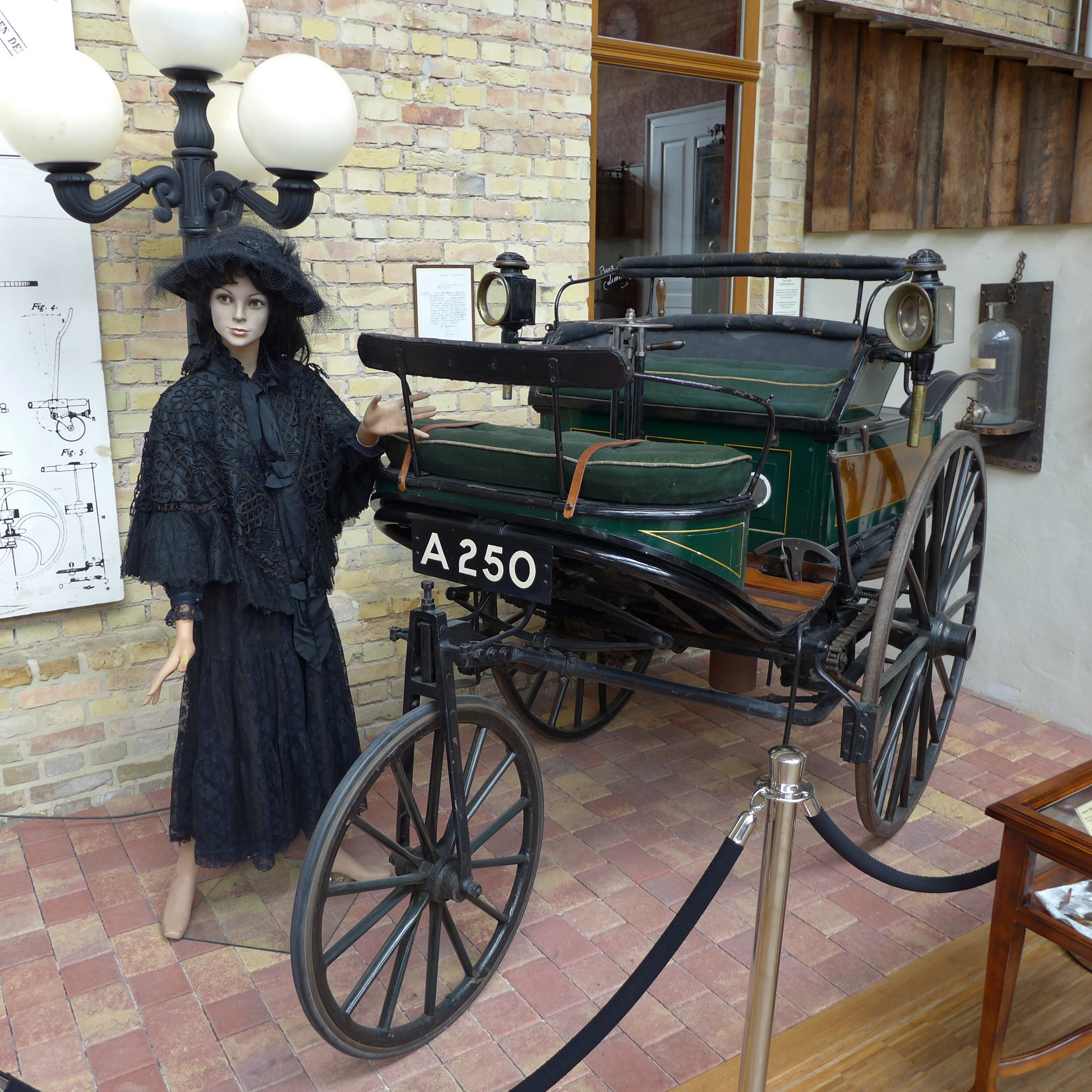
Il terzo esemplare

Il terzo esemplare montava invece un volano verticale. La produzione degli esemplari successivi si articolò in tre motorizzazioni: oltre al motore da 954 cm³ con potenza di 1 CV a 400 giri/min, venne proposta anche una versione con motore da 1045 cm³ e potenza di 1.5 CV a 500 giri/min, nonché una versione da 1660 cm³ e potenze tra 2.5 e 3 CV a 500 giri/min. Quest'ultima versione ha visto anche l'abbandono del cambio planetario a favore di una trasmissione a cinghie, in grado anch'essa di consentire, tramite pulegge di diametro diverso, due rapporti di marcia. La produzione della Patent Motorwagen cessò nel 1894. L'erede della prima autovettura della storia fu la Benz Velo.

## Memoria del mondo
Il brevetto del modello n.1 è stato inserito nel 2011 dall'UNESCO nell'Elenco delle Memorie del mondo.